# カスター郡 (サウスダコタ州)
カスター郡（英: Custer County）は、アメリカ合衆国サウスダコタ州の南西部に位置する郡である。2010年国勢調査での人口は8,216人であり、2000年の7,275人から12.9％増加した。郡庁所在地はカスター市（人口2,067人）であり、同郡で人口最大の町でもある。郡名はインディアン戦争で有名になったジョージ・アームストロング・カスターに因むものである。

## 地理
アメリカ合衆国国勢調査局に拠れば、郡域全面積は1,559平方マイル (4,037.8 km2)であり、このうち陸地は1,558平方マイル (4,035.2 km2)、水域は1平方マイル (2.6 km2)で水域率は0.09％である。郡内にはウインドケーブ国立公園とジュエルケーブ国立保護区があり、またカスター州立公園もある。

### 主要高規格道路
| - アメリカ国道16号線 - アメリカ国道385号線 - アメリカ国道16A号線 - サウスダコタ州道36号線 | - サウスダコタ州道40号線 - サウスダコタ州道87号線 - サウスダコタ州道89号線 |

### 隣接する郡
- ペニントン郡 - 北
- オグラララコタ郡 - 南東
- フォールリバー郡 - 南
- ニオブララ郡 (ワイオミング州) - 南西
- ウェストン郡 (ワイオミング州) - 西

### 国立保護地域
- ブラックヒルズ国立の森（部分)
- バッファローギャップ国立草原（部分)
- ジュエルケーブ国立保護区
- ウインドケーブ国立公園

## 州立公園
- カスター州立公園

## 人口動態
以下は2000年の国勢調査による人口統計データである。
| 基礎データ - 人口: 7,275人 - 世帯数: 2,970 世帯 - 家族数: 2,067 家族 - 人口密度: 2人/km2（5人/mi2） - 住居数: 3,624軒 - 住居密度: 1軒/km2（2軒/mi2） 人種別人口構成 - 白人: 94.17% - アフリカン・アメリカン: 0.27% - ネイティブ・アメリカン: 3.12% - アジア人: 0.18% - 太平洋諸島系: 0.01% - その他の人種: 0.36% - 混血: 1.88% - ヒスパニック・ラテン系: 1.51% 先祖による構成 - ドイツ系：32.2％ - アイルランド系：9.8％ - イギリス系：9.2％ - ノルウェー系：7.1％ - アメリカ人：5.7％ 年齢別人口構成 - 18歳未満: 24.1% - 18-24歳: 6.3% - 25-44歳: 22.4% - 45-64歳: 31.1% - 65歳以上: 16.0% - 年齢の中央値:43歳 - 性比（女性100人あたり男性の人口） - 総人口: 104.4 - 18歳以上: 99.4 | 世帯と家族（対世帯数） - 18歳未満の子供がいる: 26.9% - 結婚・同居している夫婦:60.2% - 未婚・離婚・死別女性が世帯主: 6.6% - 非家族世帯: 30.4% - 単身世帯: 25.9% - 65歳以上の老人1人暮らし: 10.3% - 平均構成人数 - 世帯: 2.35人 - 家族: 2.80人 収入と家計 - 収入の中央値 - 世帯: 36,303米ドル - 家族: 43,628米ドル - 性別 - 男性: 30,475米ドル - 女性: 20,781米ドル - 人口1人あたり収入: 17,945米ドル - 貧困線以下 - 対人口: 9.4% - 対家族数: 6.2% - 18歳未満: 13.0% - 65歳以上: 7.4% |

### 収入

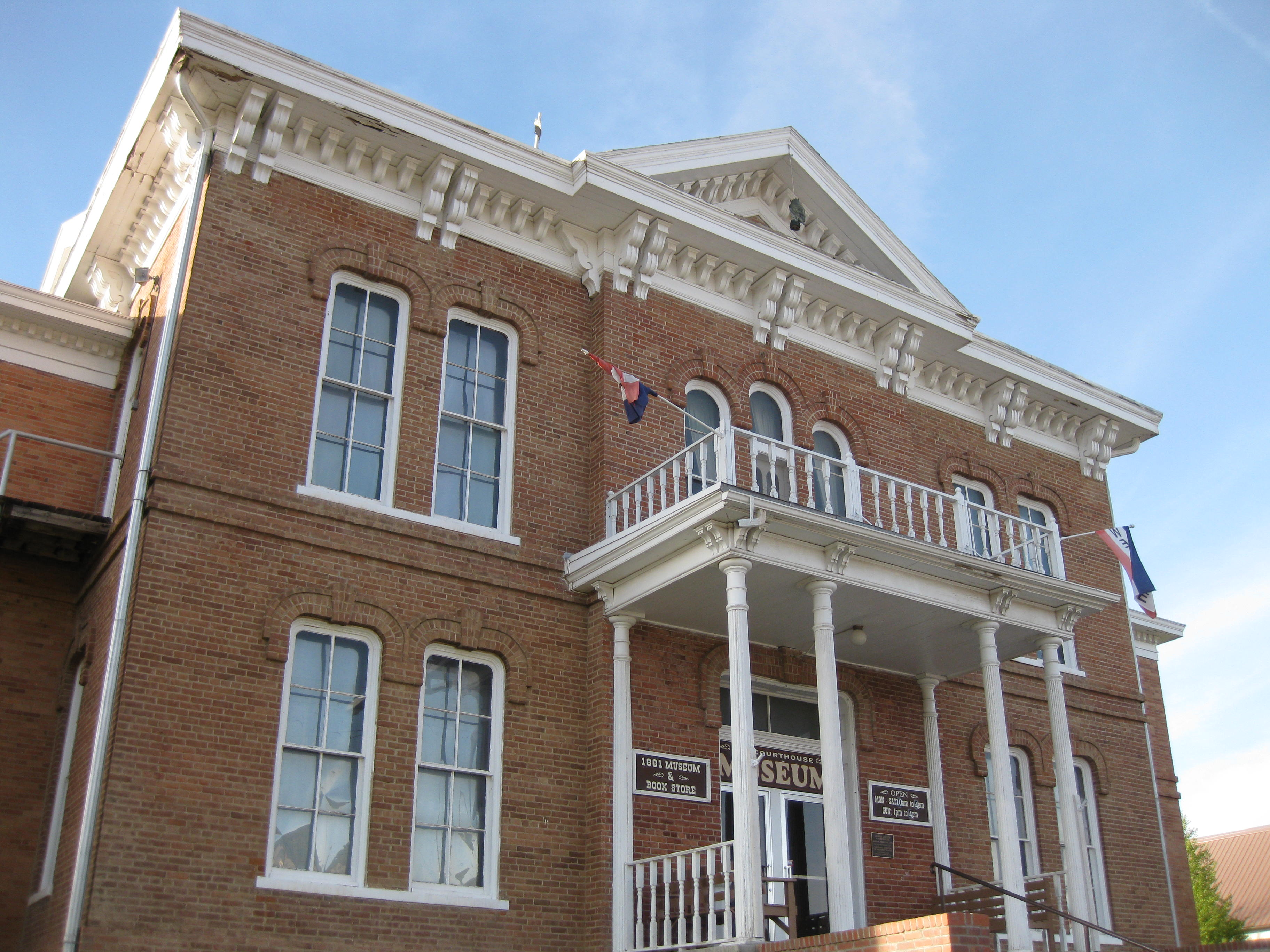
カスター市にある郡庁舎

## 都市と町
- バッファローギャップ
- カスター - 郡庁所在地
- フェアバーン
- ハーモサ
- プリングル

### 郡区
カスター郡はイーストカスター・ステートパークとウェストカスター・ステートパークの2つに分けられている。